# بیماری خون‌ریزی‌دهنده خرگوش

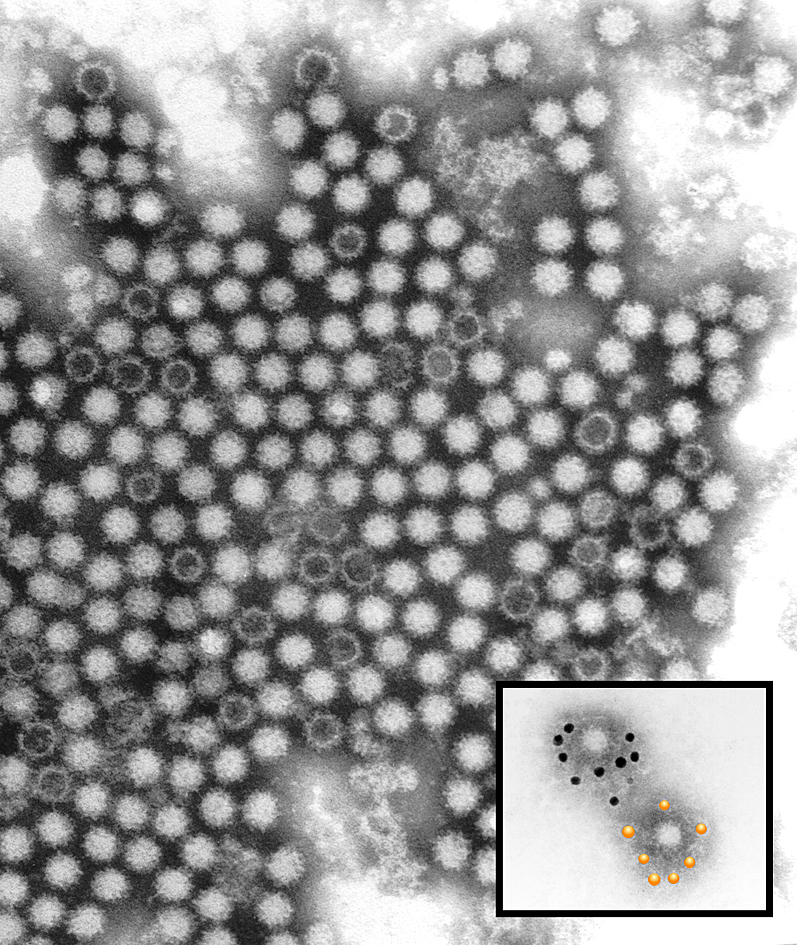

بیماری خون‌ریزی‌دهندهٔ خرگوش یا بیماری هموراژیک خرگوش (RHD) یک شکل بسیار عفونی و کشنده از هپاتیت ویروسی است که خرگوش‌های اروپایی را تحت تأثیر قرار می‌دهد. برخی از گونه‌های ویروسی نیز بر خرگوش‌ها و خرگوش‌های دم‌پنبه‌ای تأثیر می‌گذارند. میزان مرگ و میر به‌طور کلی بین ۷۰ تا ۱۰۰ درصد است. این بیماری توسط سویه‌هایی از ویروس بیماری خونریزی‌دهندهٔ خرگوش (RHDV)، یک لاگوویروس از خانوادهٔ کلسی‌ویروس‌ها ایجاد می‌شود.
سه سویهٔ ویروس بیماری خون‌ریزی‌دهندهٔ خرگوش، دارای اهمیت پزشکی هستند: RHDV, RHDVa و RHDV2. این ویروس نخستین بار در سال ۱۹۸۴ در چین گزارش شد، که از آن‌جا به بسیاری از مناطق آسیا، اروپا، استرالیا و جاهای دیگر گسترش یافت.

## پاتوفیزیولوژی
این ویروس‌ها در کبد تکثیر می‌شوند و با مکانیسم‌هایی که به‌طور کامل مشخص نشده‌اند، باعث مرگ انبوه سلول‌های کبدی می‌شوند که این موضوع، به نوبهٔ خود می‌تواند منجر به انعقاد درون‌رگی منتشر، انسفالوپاتی کبدی و نفروز شود. ممکن است خون‌ریزی رخ دهد، زیرا فاکتورهای انعقادی و پلاکت‌ها مصرف می‌شوند.

## علائم بالینی

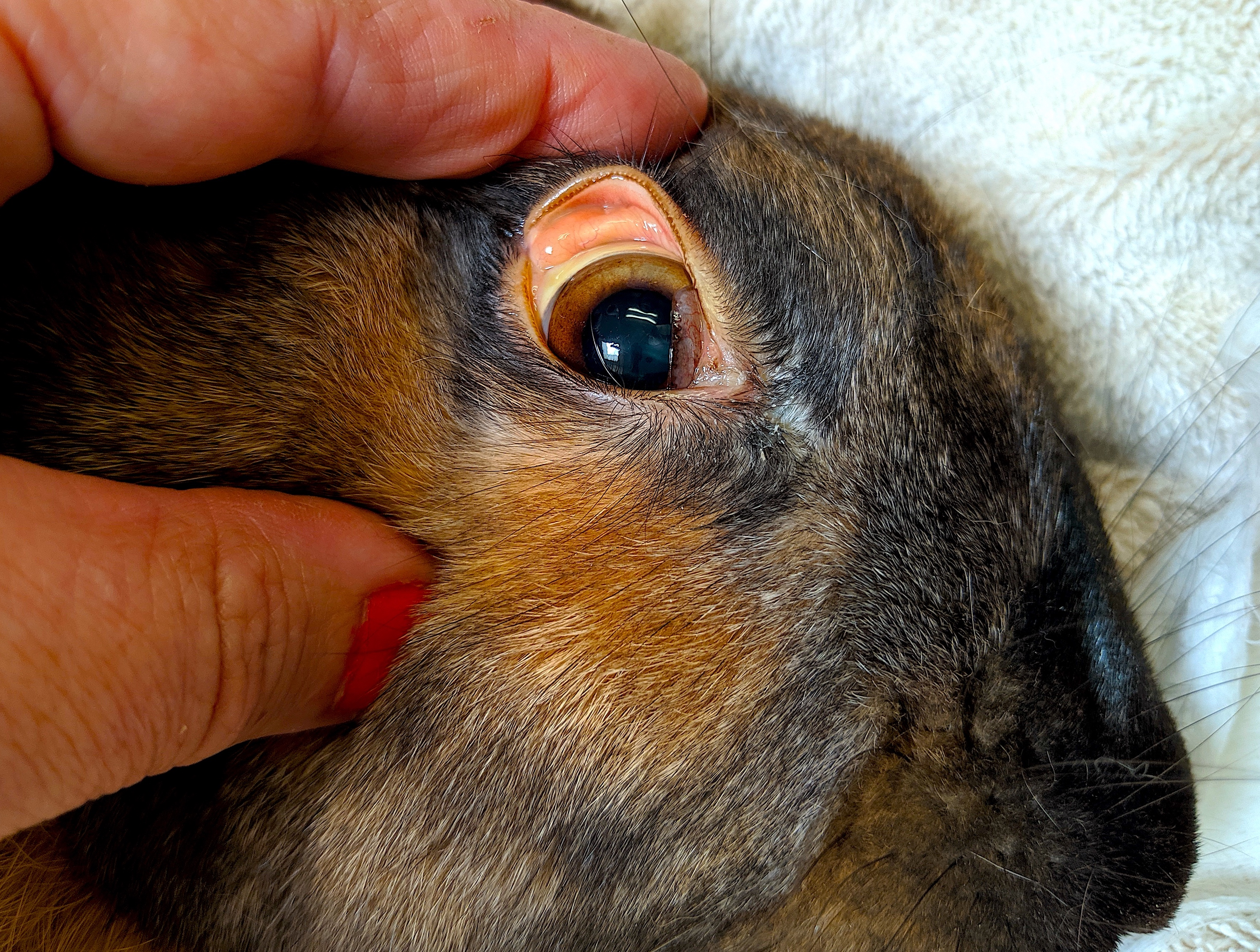
خرگوش اروپایی مبتلا به زردی چشم

این بیماری می‌تواند در میزان بروز علائم بالینی متفاوت باشد. در موارد شدید، خرگوش‌ها معمولاً مرده و بدون علائم پیش‌آگهی یافت می‌شوند. خرگوش‌ها را می‌توان پیش از مرگ در حال تغذیهٔ طبیعی مشاهده کرد.
در موارد حاد، خرگوش‌ها غیرفعال هستند و تمایلی به حرکت ندارند. ممکن است تا ۴۲ درجه تب و افزایش ضربان قلب و تنفس داشته باشند. ترشحات خونی از بینی، دهان یا فرج، مانند خون در مدفوع یا ادرار، شایع است. کما و تشنج ممکن است پیش از مرگ مشاهده شود. خرگوش‌های با فرم حاد معمولاً در عرض ۱۲ تا ۳۶ ساعت پس از شروع تب، می‌میرند.
علائم بالینی شامل بی‌حالی، بی‌اشتهایی، کاهش وزن و زردی است. اتساع دستگاه گوارش، آریتمی‌های قلبی، سوفل قلبی و ناهنجاری‌های عصبی نیز ممکن است رخ دهد. مرگ، در صورت وقوع، معمولاً ۱ تا ۲ هفته پس از شروع علائم اتفاق می‌افتد و مرگ به‌دلیل نارسایی کبد است.
همهٔ خرگوش‌هایی که در معرض RHDVa یا RHDV2 قرار می‌گیرند آشکارا بیمار نمی‌شوند. بخش کوچکی از خرگوش‌های آلوده، ویروس را بدون بروز علائم بیماری تحمل می‌کنند. ناقلین بدون علامت نیز می‌توانند ماه‌ها به دفع ویروس ادامه دهند و در نتیجه حیوانات دیگر را آلوده کنند. خرگوش‌های زنده‌مانده نسبت به نوع ویروسی خاصی که با آن آلوده شده‌اند، ایمنی قوی ایجاد می‌کنند.

## تشخیص
تشخیص احتمالی RHD اغلب بر اساس تظاهرات بالینی، الگوی عفونت در یک جمعیت و ضایعات پس از مرگ انجام می‌شود. تشخیص قطعی نیاز به شناسایی ویروس دارد. از آن‌جا که بیشتر کلسی‌ویروس‌ها را نمی‌توان در کشت سلولی رشد داد، اغلب از روش‌های مبتنی بر آنتی‌بادی و نوکلئیک اسید برای تشخیص ویروس استفاده می‌شود.
شمارش کامل خون از خرگوش‌های مبتلا به RHD اغلب سطوح پایین گلبول‌های سفید و پلاکت‌ها را نشان می‌دهد و در آزمایش بیوشیمی، آنزیم‌های کبدی بالا را نشان می‌دهند. شواهدی از نارسایی کبد نیز ممکن است وجود داشته باشد، از جمله افزایش اسیدهای صفراوی و بیلی‌روبین، و کاهش گلوکز و کلسترول. آزمایش ادرار می‌تواند بیلی‌روبینوری، پروتئینوری و GGT ادراری بالا را نشان دهد.
ضایعهٔ عمومی پس از مرگ که در خرگوش‌های مبتلا به RHD دیده می‌شود، نکروز گستردهٔ کبدی است. خونریزی‌های چندکانونی، بزرگ‌طحالی، برونکوپنومونی، خون‌ریزی یا ادم ریوی و نکروز میوکارد نیز ممکن است گاهی دیده شود.
تست‌های RT-qPCR یک روش آزمایشی معمول و دقیق برای آران‌ای ویروس‌ها هستند. سایر آزمایش‌های مورد استفاده عبارت‌اند از: سنجش ایمنی متصل به آنزیم، میکروسکوپ الکترونی، رنگ‌آمیزی ایمنی، وسترن‌بلات و هیبریداسیون درجا. بافت انتخابی برای آزمایش مولکولی کبد تازه یا منجمد است، زیرا معمولاً حاوی بیشترین تعداد ویروس است، اما اگر در دسترس نباشد، می‌توان از طحال و سرم نیز استفاده کرد.

## پیشگیری و کنترل

### واکسن‌ها
تعدادی از واکسن‌های موجود علیه RHD در کشورهایی که این بیماری بومی است فروخته می‌شود. همهٔ آن‌ها ۱۲ ماه محافظت در برابر ویروس‌های RHD را ارائه می‌دهند.

### قرنطینه و سایر اقدامات
به‌دلیل ماهیت بسیار عفونی این بیماری، قرنطینهٔ شدید در هنگام شیوع بیماری ضروری است. کاهش جمعیت، ضدعفونی، واکسیناسیون، نظارت و قرنطینه تنها راه برای ریشه‌کنی درست و مؤثر این بیماری است. خرگوش‌های مرده باید فوراً خارج شده و به روشی ایمن دور انداخته شوند. خرگوش‌های زنده‌مانده باید قرنطینه شوند یا به روش انسانی کشته شوند. ممکن است از خرگوش‌های آزمایشی برای نظارت بر ویروس در مزارع واکسینه‌شده استفاده شود.